# Distaghil Sar
Distaghil Sar lub Disteghil Sar, 7885 m n.p.m. – wybitny szczyt w północnym Pakistanie, siódmy pod względem wysokości z samodzielnych szczytów w Pakistanie i 21 na świecie. Jest kulminacją pasma Hispar Muztagh (drugiej co do wysokości części Karakorum – najwyższą jest Baltoro Muztagh) i "najwyższym szczytem Azji na zachód od K2".

## Budowa masywu
Masyw tworzy długą grań ciągnącą się ze wschodu na zachód (ściślej na kierunku NWW-SEE), na długości ok. 5 km położoną stale powyżej 7400 m. W grani tej wyróżnia się trzy wierzchołki:
- główny – (zachodni, właściwy szczyt), Distaghil Sar Main (M), zarazem zwornik, w którym oddziela się wybitna grań ku pn.-zach. (do Malangutti Sar)
- centralny – 7760 m, Middle (skrótowo na mapach oznaczany MD), do 2004 niezdobyty, wysyłający ku pd.-zach. wyraźną grzędę/podrzędną grań
- wschodni (ściślej EES) – Distaghil Sar East (ozn. E), 7696 m (dawniej określany jako ok. 7700 m)

W swej zasadniczej części masyw leży pomiędzy lodowcami Kunyang (Khiang) na południu a Malangutti na północy. Od zachodu w rozwidlenie zachodnich grani podchodzi lodowiec Momhil, zaś do wschodniego skraju grani możliwy jest dostęp poprzez lodowe płaskowyże nad lodowcem Yazghil.

## Wejścia
Distaghil Sar został zdobyty po raz pierwszy w 1960 r. przez Günthera Stärkera i Diethera Marcharta z 5-osobowej wyprawy austriackiej prowadzonej przez Wolfganga Stefana. Ich droga wiodła z lodowca Kunyang (Khiang) południową ścianą i zach. (zwaną też pd.-zach.) granią. Poprzedziły ją próby włosko-angielska w 1957 r. (na grań pd.-zach., do wys. ok. 6700 m, kier. Alfred Gregory)
i szwajcarska w 1959 r. (granią pd.-wsch., do wys. ok. 7000 m, kier. Raymond Lambert).
Szczyt osiągnięto powtórnie (m.in. 1982 Hiszpanie, drogą zdobywców z wariantami). Odnotowano też próby wejścia od północy w 1988 (zakończone bardzo nisko) i 1998, oraz ścianą południową (Francuzi w 1991, do wys. ok. 5800 m, gdzie stracili skład sprzętu w lawinie).
Distaghil Sar East zdobyto dopiero w roku 1980 (ekspedycja polska od południa, po założeniu ostatniego obozu na lodowym płaskowyżu na wys. 6800 m i wejściu na wybitną przełęcz, po czym wschodnią, 600-metrową ścianą szczytową). 26 lipca ok. 18:30 szczyt osiągnęli wszyscy uczestnicy wyprawy: Andrzej Bieluń, Jacek Gronczewski, Ryszard Kowalewski, Tadeusz Piotrowski i  Jerzy Tillak. (Dzień wcześniej, 25 lipca cały zespół, startując z tego samego obozu na wys. 6800 m, od południowego zachodu zdobył dziewiczy przeciwległy szczyt Yazghil Dome 7324 m,  dawniej oznaczany też jako szczyt "ok. 7400 m").
Wierzchołek wschodni zdobyto powtórnie w roku 1983 (Włosi).